# Glyceria pedicellata
Glyceria pedicellata là một loài thực vật có hoa trong họ Hòa thảo. Loài này được F.Towns. mô tả khoa học đầu tiên năm 1850.